# Marjam Mírzácháníová
Marjam Mírzácháníová (nepřechýleně Mírzáchání, psaná někdy jako Maryam Mirzakhani, persky مریم میرزاخانی‎, 12. května 1977 Teherán – 15. července 2017) byla íránská matematička a profesorka matematiky na Stanfordově univerzitě. Zabývala se především Teichmüllerovou teorií, hyperbolickou geometrií, ergodickou teorií a symplektickou geometrií. Dne 13. srpna 2014 se stala první ženou a první osobou íránského původu oceněnou Fieldsovou medailí, která je považovaná za nejprestižnější matematické ocenění.

## Mládí a vzdělání
Marjam Mírzácháníová se narodila 12. května 1977 v Teheránu, v Íránu v rodině elektroinženýra. Navštěvovala střední školu Farzanegan v Teheránu, která je součástí Národní organizace pro rozvoj výjimečných talentů (NODET). V posledním ročníku střední školy získala na íránské národní olympiádě zlatou medaili za matematiku a bez přijímacího řízení se dostala na národní vysokou školu. V roce 1994 se stala první íránskou ženou, která získala zlatou medaili na Mezinárodní matematické olympiádě v Hongkongu a v roce 1995 v Torontu získala dvě zlaté medaile na Mezinárodní matematické olympiádě. Mírzácháníová a její blízká přítelkyně a kolegyně Roya Beheshti Zavarehová byly prvními ženami, které se zúčastnily íránské národní matematické olympiády. V roce 1995 získaly medaile a společně pracovaly na knize Základy teorie čísel, náročné problémy, která byla vydána v roce 1999.
Po maturitě a získání bakalářského titulu z matematiky v roce 1999 na Šarifově technologické univerzitě v Teheránu, Mírzácháníová odešla do USA studovat na Harvardovu univerzitu. V roce 2004 zde získala titul Ph.D. obhajobou disertační práce na téma hyperbolických povrchů (potvrdila Wittenovu domněnku, která hraje významnou roli v teorii superstrun). V roce 2005 byla oceněna ve čtvrtém ročníku Popular Science „Brilliant 10“ jako jedna z 10 nejlepších mladých vědců, kteří posunuli své obory inovativním směrem.

## Kariéra, Fieldsova medaile
Mírzácháníová působila v roce 2004 jako výzkumná pracovnice v Clayově matematickém ústavu na Princetonské univerzitě a profesorka na téže univerzitě. V roce 2009 se stala profesorkou na Stanfordově univerzitě.
Dne 13. srpna 2014 se stala první ženou a první osobou íránského původu oceněnou Fieldsovou medailí (v Soulu v Jižní Koreji), která je považovaná za nejprestižnější matematické ocenění, cenu obdržela za práci o symetrii zakřivených povrchů.

## Osobní život
V roce 2008 se Marjam Mírzácháníová vdala za Jana Vondráka, českého teoretického informatika a aplikovaného matematika. Seznámila se s ním na Stanfordově univerzitě, kde oba pracovali. V roce 2011 se jim narodila dcera Anahita, žili v kalifornském Palo Altu. V roce 2013 jí byla diagnostikována rakovina prsu, které 13. července 2017 ve věku 40 let podlehla ve Stanfordské nemocnici v Kalifornii.
„Nemyslím si, že by se každý měl stát matematikem, ale podle mě nedá řada studentů matematice vůbec šanci. Ze začátku jsem byla v matematice špatná, nechtěla jsem o ničem přemýšlet. Nejste-li do matematiky nadšení, může se jevit jako chladný a zbytečný obor. Krása matematiky se ukáže pouze těm trpělivějším.“ Marjam Mírzácháníová, rozhovor pro The Guardian (2014)

## Odkaz
Na její počest v roce 2017 střední škola Farzanegan pojmenovala svůj amfiteátr a knihovnu jejím jménem. Také Šarífova technologická univerzita pojmenovala svou hlavní knihovnu na Vysoké škole matematiky jejím jménem. Dům matematiky v Isfahánu po ní pojmenoval konferenční sál ve městě.
V roce 2014 založili studenti univerzity v Oxfordu společnost „Mirzakhani Society“ pro ženy (studentky) a studenty matematiky na univerzitě v Oxfordu. Mirzakhaníová se s nimi setkala v září 2015, když navštívila Oxford.
V listopadu 2019 Nadace „The Breakth Prize Prize Foundation“ oznámila, že byla vytvořena cena Maryam Mirzakhaníové „New Frontiers Prize“, která se každoročně uděluje vynikajícím ženám v oblasti matematiky.
V únoru 2020, na Mezinárodní den žen v STEM, byla Mirzakhaníová oceněna UN Women jako jedna ze sedmi vědeckých osobností, které formovaly svět.
V roce 2020 ji George Csicsery představil v dokumentárním filmu: „Tajemství povrchu: Matematická vize Maryam Mirzakhani“ .
Na její počest se také v den jejích narozenin, 12. května, slaví Mezinárodní den matematiček.

## Ocenění a vyznamenání
- Gold medal International Mathematical Olympiad (Hong Kong 1994)
- Gold medal International Mathematical olympiad (Canada 1995)
- IPM Fellowship The Institute for theoretical Physics and Mathematics, Tehran, Iran, 1995-1999
- Harvard Junior Fellowship Harvard University, 2003
- Merit fellowship Harvard University, 2003
- Clay Mathematics Institute Research Fellow, 2004
- Satter Price, 2013
- Blumenthal Award, 2009
- Clay Research Award, 2014
- Fieldsova medaile, 2014
- Členka Americké filozofické společnosti, 2015
- Členka Národní akademie věd, 2016
- Členka Americké akademii umění a věd, 2017
- Pojmenován „Asteroid 321357 Mirzakhani“.